# Conjectura glabella
Conjectura glabella is een slakkensoort uit de familie van de Conradiidae. De wetenschappelijke naam van de soort is voor het eerst geldig gepubliceerd in 1908 door Murdoch.